# Border teriér
Border teriér je psí plemeno vyšlechtěné ve Velké Británii v 18. století. Patří mezi teriéry, je to tedy lovecký pes.
V něčem je jako každý teriér: smělý, aktivní, přirozeně ostrý, velmi houževnatý. Přesto s ním prý je snazší pořízení než s většinou jeho příbuzných. Má být klidnější, mírnější a poslušnější. Důležité bylo, aby byl tak malý, aby se vešel do nory, tak ostrý, aby se nezalekl lišky ani jezevce, a tak otužilý, aby mu nedělalo problém skočit pro střelené zvíře do ledové vody. Dodnes patří ve své vlasti mezi lovci k nejoblíbenějším teriérům. Border má po materiální stránce jen malé nároky. Není nutno ho složitě upravovat jako většinu teriérů, nešpiní se. Je malý, skladný a přizpůsobí se čemukoli. I domácím zvířatům a ostatním psům.
Postupně se border stal i docela oblíbeným pejskem rodinným. Je to hbitý a vytrvalý uličník, k akci vždy rychle připravený. Jeho chovatelé musí věnovat mnoho času společným aktivním procházkám. Je lehko vycvičitelný.

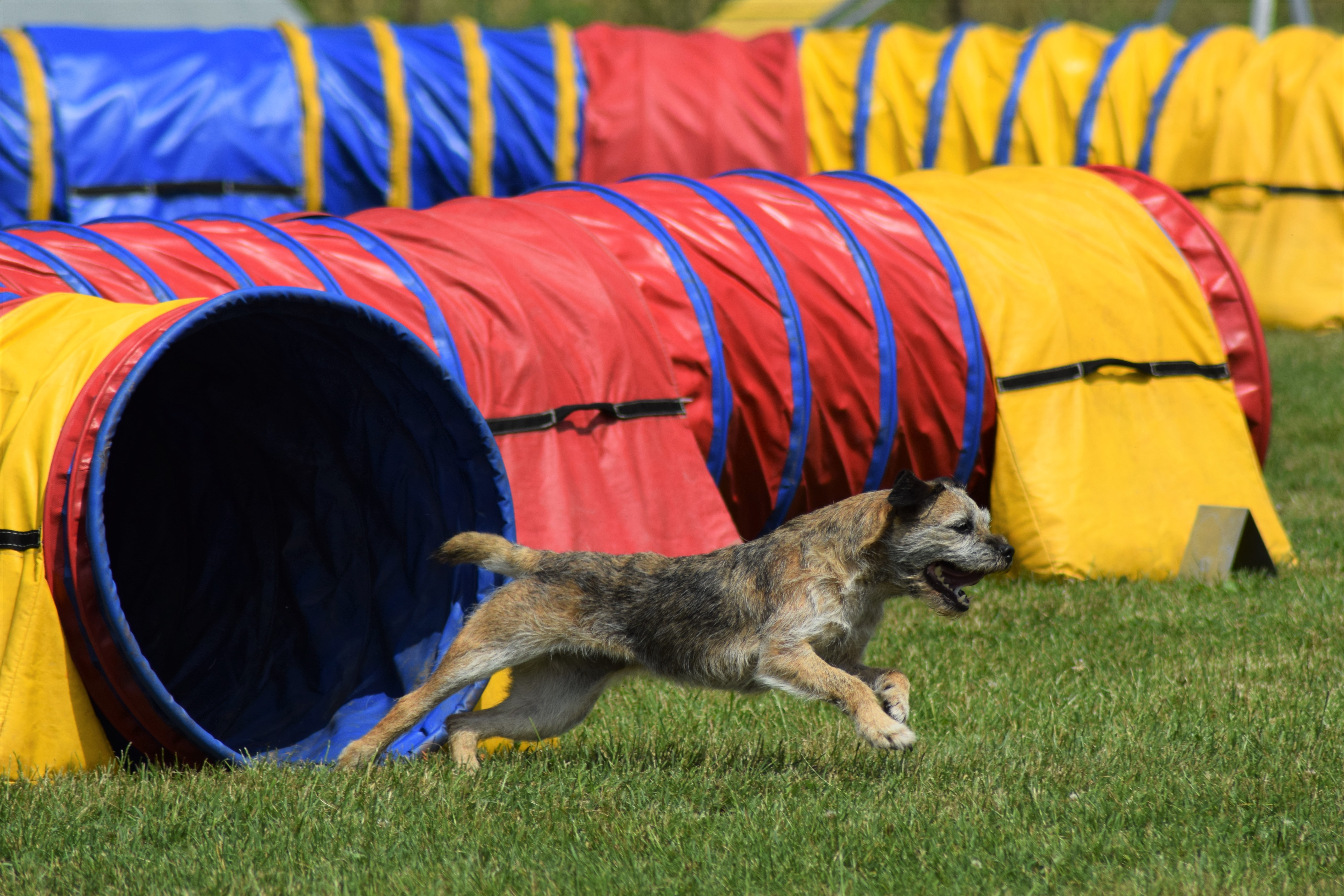
Border teriér je díky své obratnosti vhodný pro psí sporty